# Харди, Грег
Грегори Маккарл Харди (англ. Gregory McKarl Hardy; род. 28 июля 1988, Millington, Теннесси) — американский футболист и боец смешанного стиля. В 2010—2015 годах играл на позиции защитника в клубах Национальной футбольной лиги «Каролина Пэнтерс» и «Даллас Ковбойз». С 2018 года выступает в тяжёлой весовой категории в бойцовской организации UFC.

## Биография
Грег Харди родился 28 июля 1988 года в городе Миллингтон, штат Теннесси.
Во время учёбы в старшей школе Briarcrest Christian School в Мемфисе играл в футбол, баскетбол, занимался лёгкой атлетикой — специализировался на спринтерском беге и толкании ядра. Во всех дисциплинах имел определённые успехи, но в конечном счёте решил сосредоточиться на футболе.

### Американский футбол
По спортивной стипендии поступил в Миссисипский университет, где сразу же стал членом местной футбольной команды. Показывал здесь хорошие результаты и считался одним из наиболее одарённых игроков.
Помимо игры в футбол в сезоне 2006/07 также отметился выступлением за местную баскетбольную команду «Оле Мисс Ребелс», выходил на площадку в 15 матчах.
На драфте НФЛ 2010 года был выбран в шестом раунде под общим 175 номером клубом «Каролина Пэнтерс», с которым в июне подписал свой первый профессиональный контракт. В дебютном сезоне выходил на поле исключительно в качестве запасного игрока, в общей сложности принял участие в 15 матчах. В течение трёх последующих лет закрепился в основном составе команды, зарекомендовал себя как надёжный защитник.
В 2014 году Харди успел провести в составе «Каролины» только один матч — в марте его арестовали и впоследствии признали виновным в причинении вреда здоровью своей бывшей подруге. Суд приговорил спортсмена к испытательному сроку на 18 месяцев, в том числе к 60-дневному тюремному заключению. Хотя он оставался в команде и продолжал получать зарплату, на поле его больше не выпускали.
Находясь в статусе свободного агента, в марте 2015 года Харди подписал контракт на 11,3 млн долларов с клубом «Даллас Ковбойз», где выходил на поле в 12 играх (4 матча ему пришлось пропустить из-за дисциплинарного отстранения). Тем не менее, в 2016 году у него возникли новые проблемы с законом, в частности его арестовали за хранение кокаина.

### Смешанные единоборства
Хотя ранее Грег Харди никогда не занимался никакими единоборствами, в октябре 2016 года он заявил о желании стать бойцом ММА и приступил к интенсивным тренировкам. Провёл три боя на любительском уровне, во всех одержал победу нокаутами.
В июне 2018 года дебютировал в ММА как профессионал, в рамках промоушена Dana White's Contender Series за 57 секунд отправил в нокаут такого же бывшего игрока НФЛ Остина Лейна. На следующего соперника ему потребовалось всего 17 секунд. Третий бой, прошедший на турнире Xtreme Fight Night, так же выиграл нокаутом — на сей раз за 53 секунды.
Имея в послужном списке три победы без единого поражения, Харди подписал контракт с крупнейшей бойцовской организацией мира Ultimate Fighting Championship. Тем не менее, в дебютном поединке в октагоне UFC, состоявшимся в январе 2019 года, был дисквалифицировал за нанесение запрещённого удара коленом по находившемуся на настиле сопернику.
В апреле 2019 года вышел в клетку против россиянина Дмитрия Смолякова и выиграл у него техническим нокаутом в первом раунде.
В июле 2019 года победил техническим нокаутом соотечественника Хуана Адамса, бой продлился всего 45 секунд.
В октябре 2019 года прошёл всю дистанцию боя против Бена Сосоли. Изначально Харди присудили победу единогласным решением, однако позже Атлетическая комиссия штата Массачусетс отменила этот результат из-за использования Грегом ингалятора в перерыве между вторым и третьим раундами. Поединок был признан несостоявшимся.
Уже в ноябре 2019 года Грег Харди согласился на коротком уведомлении заменить бразильца Жуниора дус Сантуса в бою с россиянином Александром Волковым, которому в итоге проиграл.
9 мая 2020 года в Джексонвилле (Флорида, США) на турнире UFC 249, победил 33-летнего представителя Кабо-Верде Йоргана Де Кастро (7-0, 1-0 в UFC) счётом 30:27, то есть судьи отдали ему победу во всех трёх раундах.
31 октября 2020 года в Лас-Вегас, (Невада, США) в андеркарде UFC Fight Night 181: Холл - Сильва нокаутировал Мориса Грина (10-9).В начале второго раунда Харди удалось провести атаку, в результате чего он повалил Грина на настил и после серии добивающих ударов бой был остановлен рефери на отметке 1:12
19 декабря 2020 года в андеркарде UFC Fight Night 183: Томпсон - Нил проиграл польскому бойцу Марчину Тыбуре (24-8). Харди был не хуже в стойке чем именитый и опытный поляк так же усппешно действовал в борьбе прижимая к сетке Марчина. Проблемы для Харди появились на фоне усталости во втором раунде. У сетки Харди пропустил тейкдаун, после которого Тыбура быстро занял удобную позицию и серией ударов в голову вынудил рефери остановить бой.
10 июля 2021 года в Лас Вегасе (США) на UFC 264 Порье - Макгрегор 3 проиграл австралийцу Таю Туивасе (14-7) нокаутом в 1-м раунде.
5 марта 2022 года провел последний бой в UFC 272 против Сергея Спивака (16-4) и проиграл в первом раунде. Спивак провел успешный тейкдаун занял позицию маунт, откуда нанес серию тяжелых ударов. Рефери остановил бой на отметке 2.16.
Летом 2022 года принял решение уйти из UFC и перейти в профессиональный бокс и продолжить там свою бойцовскую карьеру

### Профессиональный Бокс
8 октября 2022 года во Флориде (США) победил во втором раунде бывшего участника боев на голых кулаках Майкла Кука
19 ноября 2022 года в Остине (Техас) победил Хасима Рахмана мл. (12-1). По ходу боя Харди (145 кг) отправил Рахмана (102,5 кг) в нокдаун и победил по итогам четырех раундов со счетом 39-36 трижды. Бой Рахмана и Харди прошел в вечере бокса  Misfits Boxing, созданной блогером и боксером KSI и организующей полупрофессиональные и профессиональные боксерские поединки между блогерами и звездами. Изначально Рахмана должен был выйти на ринг против Витора Белфорта, но тот снялся по болезни.
30 сентября 2022 года в Далласе (Техас) победил опытного Грегори Корбина (15-4). 42-летний Корбин отказался продолжать бой после второго раунда. 

## Статистика в смешанных единоборствах
| Боёв 13          | Побед 7 | Поражений 5 |
| ---------------- | ------- | ----------- |
| Нокаутом         | 6       | 3           |
| Решением         | 1       | 1           |
| Дисквалификацией | 0       | 1           |
| Не состоявшихся  | 1       | 1           |

| Результат    | Рекорд  | Соперник         | Способ                                     | Турнир                                 | Дата             | Раунд | Время | Место                  | Примечание |
| ------------ | ------- | ---------------- | ------------------------------------------ | -------------------------------------- | ---------------- | ----- | ----- | ---------------------- | --- |
| Поражение    | 7-5 (1) | Сергей Спивак    | TKO (удары руками)                         | UFC 272                                | 5 марта 2022     | 1     | 2:16  | Лас-Вегас, Невада, США | |
| Поражение    | 7-4 (1) | Тай Туиваса      | KO (удары руками)                          | UFC 264                                | 10 июля 2021     | 1     | 1:07  | Лас-Вегас, США         | |
| Поражение    | 7-3 (1) | Марчин Тыбура    | Технический нокаут (удары)                 | UFC Fight Night: Thompson vs. Neal     | 19 декабря 2020  | 2     | 4:31  | Лас-Вегас, США         | |
| Победа       | 7-2 (1) | Морис Грин       | TKO (удары руками)                         | UFC Fight Night: Hall vs. Silva        | 31 октября 2020  | 2     | 1:12  | Лас-Вегас, США         | |
| Победа       | 6-2 (1) | Йорган де Кастро | Единогласное решение                       | UFC 249                                | 9 мая 2020       | 3     | 5:00  | Джэксонвилл, США       | |
| Поражение    | 5-2 (1) | Александр Волков | Единогласное решение                       | UFC Fight Night: Забит vs. Каттар      | 9 ноября 2019    | 3     | 5:00  | Москва, Россия         | |
| Не состоялся | 5-1 (1) | Бен Сосоли       | Не состоялся (результат отменён)           | UFC on ESPN: Reyes vs. Weidman         | 18 октября 2019  | 3     | 5:00  | Бостон, США            | Победа Харди единогласным решением судей отменена из-за использования им ингалятора в перерыве между 2 и 3 раундами. |
| Победа       | 5-1     | Хуан Адамс       | Технический нокаут (удары)                 | UFC on ESPN: дус Анжус vs. Эдвардс     | 20 июля 2019     | 1     | 0:45  | Сан-Антонио, США       | |
| Победа       | 4-1     | Дмитрий Смоляков | Технический нокаут (удары)                 | UFC Fight Night: Jacaré vs. Hermansson | 27 апреля 2019   | 1     | 2:15  | Санрайз, США           | |
| Поражение    | 3-1     | Аллен Кроудер    | Дисквалификация (запрещённый удар коленом) | UFC Fight Night: Cejudo vs. Dillashaw  | 19 января 2019   | 2     | 2:28  | Бруклин, США           | |
| Победа       | 3-0     | Рашим Джонс      | Нокаут (удары)                             | Xtreme Fight Night 352                 | 29 сентября 2018 | 1     | 0:53  | Талса, США             | |
| Победа       | 2-0     | Тебарис Гордон   | Технический нокаут (удары)                 | Dana White’s Contender Series 16       | 7 августа 2018   | 1     | 0:17  | Лас-Вегас, США         | |
| Победа       | 1-0     | Остин Лейн       | Нокаут (удары)                             | Dana White’s Contender Series 9        | 12 июня 2018     | 1     | 0:57  | Лас-Вегас, США         | |